# Raging Phoenix
Pour plus de détails, voir Fiche technique et Distribution.
Raging Phoenix (จีจ้า ดื้อสวยดุ (Jeeja Due Suai Du)), est un film d'arts martiaux thaïlandais de Rashane Limtrakul, sorti en 2009.

## Synopsis
Deu, une jeune femme thaïlandaise, est kidnappée par le gang du jaguar. Elle parvient à échapper aux griffes des malfrats grâce à une bande de jeunes (Sanim, Kee Moo, Kee Ma et Kee Kwai) qui pratiquent la "technique de l'homme ivre", un art martial assez original et recherchent London, la personne qui dirige le gang du jaguar.

## Fiche technique
- Titre original : จีจ้า ดื้อ สวย ดุ (Jeeja Deu Suay Doo)
- Titre alternatif : Raging Phoenix
- Réalisation : Rashane Limtrakul
- Scénario : Sompope Vejchapipat
- Musique : Kanisorn Phuangjin
- Société de distribution : Sahamongkol Film International[1]
- Pays d'origine :  Thaïlande
- Langue : Thaïlandais
- Genre : arts martiaux, action
- Durée : 112 minutes
- Dates de sortie :
  -  Thaïlande : 12 août 2009 (cinéma)[2]
  -  France : 18 mai 2011 (uniquement en DVD et Blu-ray)
- Classification : Accord parental
- Version française réalisée par :
  - Société de doublage : Calumet Productions
  - Direction artistique : Luq Hamett

## Distribution
- Yanin Vismitananda (จีจ้า ญาณิน วิสมิตะนันทน์) (VF : Emmanuelle Hamet) : Deu (ดื้อ)[3],[4]
- Kazu Patrick Tang : Sanim (สนิม)[5]
- Nui Saendaeng : Kee Moo (ขี้หมู)
- Sompong Lertwimonkaisom : Kee Ma (ขี้หมา)
- Boonprasayrit Salangam : Kee Kwai (ขี้ควาย)
- Saroch Ruampaothai : Pai
- Jindasee Roongtawan : London (ลอนดอน), chef du gang du jaguar
- Marc Hoang : Tokyo, du gang du jaguar
- David Bueno : Bombay, du gang du jaguar

## Autour du film
Le style de combat utilisé est la capoeira, la break dance, la technique de l'homme saoul et le muay thai.